# Festival des langues sales
Le Festival des langues sales est un festival qui célèbre la culture québécoise.

## Description
Le Festival des langues sales se déroule à La Sarre. Il est organisé par différents porte-parole chaque année, et est un événement qui se déroule tous les ans dans différents lieux en Abitibi-Ouest. Dans chaque édition du festival, il y a différentes activités qui se présentent: de la comédie, du karaoké, du chant, des contes et du théâtre, pour en nommer certains.
Le festival rassemble le Québec pour célébrer la culture et la langue française qui est parlé au Québec, plus précisément la langue familière québécoise. Il favorise «la culture d’expression francophone à travers différentes formes d’arts, d’encourager des artistes régionaux et de dynamiser le milieu» (Jean Caron, 2015, 0:07). Plusieurs artistes du Québec sont invités dans ce festival pour présenter différents arts, comme le concours «Bitchage de villages».

## Invités
Depuis sa création, plusieurs artistes du Québec ont été invité pour présenter leur art divers, comme le théâtre, l'humour, le chant, etc. (liste non-exhaustive).
Seb Ouellet, François Boulianne, Étienne Dano, Christian Prince, Simon Turcotte.

## Historique des festivals
Liste non-exhaustive.
- 2010 : du 25 au 27 février
- 2011 : du 24 au 26 février
- 2014 : du 27 février au 1er mars[6]
- 2015 : du 25 au 27 février[7]

- 2016 : du 25 au 27 février[8]

- 2017 : du 23 au 25 février[9]
- 2018 : du 26 au 28 avril[10]
- 2019 : du 25 au 27 avril[11]